# Scopifera pandes
Scopifera pandes là một loài bướm đêm trong họ Noctuidae.